# Petrarca Maranhão
Petrarca da Cunha Melo Maranhão (Manaus, 1913 — Petrópolis, 1985) foi um poeta brasileiro.

## Biografia
Petrarca Maranhão nasceu em Manaus em 1913 e mudou-se para o Rio de Janeiro quando era jovem. Formou-se em direito em 1935 pela Faculdade Nacional de Direito. Atuou como Procurador Federal da República no Rio Grande do Norte nas décadas de 1930 e 1940, tendo sido nomeado em 1937.
Desde 1936, dedicou-se à produção e publicação de trabalhos literários, como Turbilhão (ensaios de crítica literária), Miniaturas (poemas e trovas), Ronda de Estrelas (poesia), Ouro e Cinza (trovas), Os Advogados do Diabo (crônicas) e em folhetos e na imprensa muitas crônicas e poesia.
Escreveu poemas em forma de sonetos, trovas e versos livres, com temas como amor, saudade, vida e morte.
Foi membro da Academia Petropolitana de Letras, onde ocupou a cadeira cujo patrono é Ruy Barbosa.
Também foi membro da da União Brasileira de Trovadores e do Clube dos Trovadores Capixabas.
Faleceu em Petrópolis em 1985.

## Obras
- Turbilhão (ensaios de crítica literária)
- Miniaturas (poemas e trovas)
- Ronda de Estrelas (poesia)
- Ouro e Cinza (trovas)
- Os Advogados do Diabo (crônicas)